# 일요극장
일요극장(일본어: 日曜劇場 니치요게키조[*])는 TBS 계열에서 방송되는 텔레비전 드라마 시간대이다. 1956년 첫 방송되었으며 스테레오 방송, 문자 다중 방송, 데이터 방송을 실시하고 있다.

## 방송 시간
- 매주 일요일 21:00~21:54 (일본 표준시 기준, 개편기·연말연시 제외)

작품에 따라 첫회나 마지막회에 시간을 확대하는 경우가 있다. 또, 드물게 그 외 회의 시간을 확대한 경우도 있다 (《굿 럭》, 《모래의 그릇》 등).

## 작품 목록

### 도시바 일요극장 (1970년 ~ 2002년)
《도시바 일요극장》(東芝日曜劇場)의 도시바가 단독 스폰서로 참여했으나, 1956년부터 1993년까지 단막극 작품이었으며, 1993년에 단막이 아닌 장편으로 변경됐다.

#### 1993년
- 언덕 위의 해바라기(丘の上の向日葵) - 2분기
- 과장님의 액년(課長サンの厄年) - 3분기
- 아내의 험담(カミさんの悪口) - 4분기

#### 1994년
- 스위트 홈(スウィート・ホーム) - 1분기
- 나의 취직(ボクの就職) - 2분기
- 남자의 거처(オトコの居場所) - 3분기
- 오빠의 선택(お兄ちゃんの選択) - 4분기

#### 1995년
- 아내의 험담 2(カミさんの悪口2) - 1분기
- 어제의 적은 오늘도 적(きのうの敵は今日も敵) - 2분기
- 파파 서바이벌(パパ・サヴァイバル) - 3분기
- 빛나라 린타로(輝け隣太郎) - 4분기

#### 1996년
- 관혼상제 부장(冠婚葬祭部長) - 1분기
- 그럴 마음이 생길 때까지(その気になるまで) - 2분기
- 두 사람의 시소 게임(ふたりのシーソーゲーム) - 3분기
- 디어 우먼(Dear ウーマン) - 4분기

#### 1997년
- 멜로디(メロディ) - 1분기
- 이상적인 상사(理想の上司) - 2분기
- 어른의 남자(オトナの男) - 3분기
- 베스트 파트너(ベストパートナー) - 4분기

#### 1998년
- 맡겨 여보(まかせてダーリン) - 1분기
- 마누라 따위 무섭지 않아(カミさんなんかこわくない) - 2분기
- 바다까지 5분(海まで5分) - 3분기
- 어떤 분!(なにさまっ!) - 4분기

#### 1999년
- 샐러리맨 킨타로(サラリーマン金太郎) - 1분기
- 굿 뉴스(グッドニュース) - 2분기
- 더 닥터(ザ・ドクター) - 3분기
- 야마다 일가의 인내(ヤマダ一家の辛抱) - 4분기

#### 2000년
- 《뷰티풀 라이프》 (1월 16일 - 3월 26일, 주연: 키무라 타쿠야, 토키와 타카코)
- 《샐러리맨 킨타로2》 (4월 9일 - 7월 2일, 주연: 타카하시 카츠노리)
- 《최면》 (7월 9일 - 9월 17일, 주연: 카토리 싱고)
- 《아버지》 (10월 8일 - 12월 17일, 주연: 타무라 마사카즈)

#### 2001년
- 《하얀 그림자》 (1월 14일 - 3월 18일, 주연: 나카이 마사히로, 다케우치 유코)
- 《러브 스토리》 (4월 15일 - 6월 24일, 주연: 나카야마 미호, 토요카와 에츠시)
- 《사랑하고파》 (7월 8일 - 9월 16일, 주연: 와타베 아츠로, 미즈노 미키, 코유키)
- 《학교의 선생》 (10월 7일 - 12월 16일, 주연: 도모토 쯔요시, 다케우치 유코)

#### 2002년
- 《샐러리맨 킨타로3》 (1월 6일 - 3월 17일, 주연: 타카하시 카츠노리)
- 《아첨하는 남자》 (4월 14일 - 6월 30일, 주연: 이나가키 고로)
- 《태양의 계절》 (7월 7일 - 9월 15일, 주연: 타키자와 히데아키)

### 일요극장 (2002년 ~ )
도시바가 단독 스폰서로 명칭이 사라졌고, 《일요극장》(日曜劇場)의 장편 연속 드라마로 현재까지 사용하고 있다.

#### 2002년
- 《아버지》 (10월 13일 - 12월 22일, 주연: 타무라 마사카즈)

#### 2003년
- 《굿 럭!!》 (1월 19일 - 3월 23일, 주연: 기무라 타쿠야)
- 《웃는 얼굴의 법칙》 (4월 13일 - 6월 22일, 주연: 다케우치 유코, 아베 히로시)
- 《모토 카레》 (7월 6일 - 9월 14일, 주연: 도모토 츠요시)
- 《막내 장남 누나 셋》 (10월 12일 - 12월 21일, 주연: 후카츠 에리, 오카다 준이치)

#### 2004년
- 《모래그릇》 (1월 18일 - 3월 28일, 주연: 나카이 마사히로)
- 《오렌지 데이즈》 (4월 11일 - 6월 20일, 주연: 츠마부키 사토시, 시바사키 코우)
- 《도망자 RUNAWAY》 (7월 18일 - 9월 26일, 주연: 에구치 요스케)
- 《부부》 (10월 10일 - 12월 19일, 주연: 타무라 마사카즈, 쿠로키 히토미)

#### 2005년
- 《M의 비극》 (1월 16일 - 3월 20일, 주연: 이나가키 고로, 하세가와 쿄코)
- 《너무 귀여워》 (4월 10일 - 6월 26일, 주연: 이치하라 하야토)
- 《지금, 만나러 갑니다》 (7월 3일 - 9월 18일, 주연: 미무라, 나리미야 히로키)
- 《사랑의 시간》 (10월 23일 - 12월 25일, 주연: 쿠로키 히토미)

#### 2006년
- 《윤무곡》 (1월 15일 - 3월 26일, 주연: 다케노우치 유타카, 최지우)
- 《맛있는 프로포즈》 (4월 23일 - 6월 25일, 주연: 하세가와 쿄코, 코이데 케이스케)
- 《누구보다도 엄마를 사랑해》 (7월 2일 - 9월 10일, 주연: 타무라 마사카즈)
- 《철판소녀 아카네!!》 (10월 15일 - 12월 10일, 주연: 호리키타 마키)

#### 2007년
- 《화려한 일족》 (1월 14일 - 3월 18일, 주연: 기무라 타쿠야)
- 《농담이 아니야!》 (4월 15일 - 6월 24일, 주연: 오다 유지)
- 《아빠와 딸의 7일간》 (7월 1일 - 8월 19일, 주연: 타치 히로시, 아라가키 유이)
- 《스무살의 연인》 (10월 14일 - 12월 16일, 주연: 아카시야 산마, 나가사와 마사미)

#### 2008년
- 《사사키 부부의 인의없는 싸움》 (1월 20일 - 3월 23일, 주연: 이나가키 고로, 코유키)
- 《엽기적인 그녀》 (4월 20일 - 6월 29일, 주연: 쿠사나기 츠요시, 다나카 레나)
- 《Tomorrow》 (7월 6일 - 9월 7일, 주연: 타케노우치 유타카, 칸노 미호)
- 《스캔들》 (10월 19일 - 12월 21일, 주연: 스즈키 쿄카, 하세가와 쿄코, 후키이시 카즈에, 모모이 카오리)

#### 2009년
- 《오늘도 맑음 이상 없음》 (1월 18일 - 3월 15일, 주연: 사카구치 겐지)
- 《나의 여동생》 (4월 19일 - 6월 28일, 주연: 오다기리 조, 나가사와 마사미)
- 《관료들의 여름》 (7월 5일 - 9월 20일, 주연: 사토 코이치)
- 《진-仁》 (10월 11일 - 12월 20일, 주연: 오오사와 타카오)

#### 2010년
- 《특상 카바치!》 (1월 17일 - 3월 21일, 주연: 사쿠라이 쇼)
- 《신참자》 (4월 18일 -, 주연: 아베 히로시)
- 《GM~춤춰라 닥터》 (주연: 히가시야마 노리유키)
- 《수의사 두리틀》 (주연: 오구리 슌)

#### 2011년
- 《겨울의 벚꽃》 (주연: 쿠사나기 츠요시, 이마이 미키)
- 《진-仁- 2기》 (주연: 오사와 다카오)
- 《하나와가의 네자매》 (주연: 미즈키 아리사)
- 《남극대륙》 (주연: 키무라 타쿠야)

#### 2012년
- 《운명의 인간》 (주연: 모토키 마사히로)
- 《ATARU》 (주연: 나카이 마사히로)
- 《서머 레스큐~천공의 진료소~》 (주연: 무카이 오사무)
- 《MONSTERS》 (주연: 카토리 싱고, 야마시타 토모히사)

#### 2013년
- 《솔개》 (주연: 우치노 마사아키)
- 《하늘을 나는 홍보실》 (주연: 아라가키 유이)
- 《한자와 나오키》 (주연: 사카이 마사토)
- 《안도로이도~A.I.Knows LOVE?~》 (주연: 키무라 타쿠야)

#### 2014년
- 《S-최후의 경찰-》 (주연: 무카이 오사무)
- 《루즈벨트 게임》 (주연: 카라사와 토시아키)
- 《아버지의 등》(주연: 타무라 마사카즈)
- 《미안해 청춘!》 (주연: 니시키도 료)

#### 2015년
- 《유성 왜건》 (주연: 니시지마 히데토시, 카가와 테루유키)
- 《천황의 요리사》 (주연: 사토 타케루)
- 《나폴레옹의 마을》 (주연: 카라사와 토시아키)
- 《변두리 로켓(제1시리즈)》 (주연: 아베 히로시)

#### 2016년
- 《가족의 형태》 (주연: 카토리 싱고)
- 《99.9 -형사 전문 변호사-》 (주연: 마츠모토 준)
- 《우러러보니 존귀한》 (주연: 테라오 아키라)
- 《IQ246~화려한 사건부~》 (주연: 오다 유지)

#### 2017년
- 《A LIFE~사랑스러운 사람~》 (주연: 키무라 타쿠야)
- 《작은 거인》 (주연: 하세가와 히로키)
- 《미안하다, 사랑한다》 (주연: 나가세 토모야)
- 《육왕》 (주연: 야쿠쇼 코지)

#### 2018년
- 《99.9 -형사 전문 변호사- SEASON II》 (주연: 마츠모토 준)
- 《블랙페앙》 (주연: 니노미야 카즈나리)
- 《이 세상의 한구석에》 (주연: 마츠모토 호노카)
- 《변두리 로켓(제2시리즈)》 (주연: 아베 히로시)

#### 2019년
- 《굿 와이프》 (주연: 토키와 타카코)
- 《집단 좌천!!》 (주연: 후쿠야마 마사하루)
- 《노사이드 게임》 (주연: 오오이즈미 요)
- 《그랑 메종 도쿄》 (주연: 키무라 타쿠야)

#### 2020년
- 《테세우스의 배》 (주연: 타케우치 료마)
- 《한자와 나오키(제2시리즈)》 (주연: 사카이 마사토)
- 《위험한 비너스》 (주연: 츠마부키 사토시)

#### 2021년
- 《천국과 지옥~사이코한 2명~》 (주연: 타카하시 잇세이, 아야세 하루카)
- 《드래곤 사쿠라 2》 (주연: 아베 히로시)
- 《TOKYO MER~달리는 응급실~》 (주연: 스즈키 료헤이)
- 《일본 침몰-희망의 사람-》 (주연: 오구리 슌)

#### 2022년
- 《DCU》 (주연: 아베 히로시)
- 《마이 패밀리》 (주연: 니노미야 카즈나리)
- 《올드 루키》 (주연: 아야노 고)
- 《아톰의 아이》 (주연: 야마자키 켄토)

#### 2023년
- 《Get Ready!》 (주연: 츠마부키 사토시)

## 지역 민방 네트워크 계열국 정보
| 방송 대상 지역       | 방송국                   | 네크워크        | 방송 시간            | 비고                   |
| -------------------- | ------------------------ | --------------- | -------------------- | ---------------------- |
| 간토 광역권          | TBS 텔레비전（TBS）      | TBS계열         | 일요일 21:00 - 21:54 | 프로그램 제작국        |
| 홋카이도             | 홋카이도 방송（HBC）     | TBS계열         | 일요일 21:00 - 21:54 | 동시 편성              |
| 아오모리현           | 아오모리 TV（ATV）       | TBS계열         | 일요일 21:00 - 21:54 | 동시 편성              |
| 이와테현             | IBC 이와테 방송（IBC）   | TBS계열         | 일요일 21:00 - 21:54 | 동시 편성              |
| 미야기현             | 도호쿠 방송（TBC）       | TBS계열         | 일요일 21:00 - 21:54 | 동시 편성              |
| 야마가타현           | TV-U 야마가타（TUY）     | TBS계열         | 일요일 21:00 - 21:54 | 동시 편성              |
| 후쿠시마현           | TV-U 후쿠시마（TUF）     | TBS계열         | 일요일 21:00 - 21:54 | 동시 편성              |
| 야마나시현           | TV 야마나시（UTY）       | TBS계열         | 일요일 21:00 - 21:54 | 동시 편성              |
| 나가노현             | 신에쓰 방송（SBC）       | TBS계열         | 일요일 21:00 - 21:54 | 동시 편성              |
| 니가타현             | 니가타 방송（BSN）       | TBS계열         | 일요일 21:00 - 21:54 | 동시 편성              |
| 시즈오카현           | 시즈오카 방송（SBS）     | TBS계열         | 일요일 21:00 - 21:54 | 동시 편성              |
| 도야마현             | 튤립 TV（TUT）           | TBS계열         | 일요일 21:00 - 21:54 | 동시 편성              |
| 이시카와현           | 호쿠리쿠 방송（MRO）     | TBS계열         | 일요일 21:00 - 21:54 | 동시 편성              |
| 주쿄 광역권          | 주부닛폰 방송（CBC）     | TBS계열         | 일요일 21:00 - 21:54 | 동시 편성              |
| 긴키 광역권          | 마이니치 방송（MBS）     | TBS계열         | 일요일 21:00 - 21:54 | 동시 편성              |
| 돗토리현・시마네현   | 산인 방송（BSS）         | TBS계열         | 일요일 21:00 - 21:54 | 동시 편성              |
| 오카야마현・가가와현 | RSK산요방송（RSK）       | TBS계열         | 일요일 21:00 - 21:54 | 동시 편성              |
| 히로시마현           | 주고쿠 방송（RCC）       | TBS계열         | 일요일 21:00 - 21:54 | 동시 편성              |
| 야마구치현           | TV 야마구치（tys）       | TBS계열         | 일요일 21:00 - 21:54 | 동시 편성              |
| 에히메현             | 아이 TV（itv）           | TBS계열         | 일요일 21:00 - 21:54 | 동시 편성              |
| 고치현               | TV 고치（KUTV）          | TBS계열         | 일요일 21:00 - 21:54 | 동시 편성              |
| 후쿠오카현           | RKB 마이니치 방송（RKB） | TBS계열         | 일요일 21:00 - 21:54 | 동시 편성              |
| 나가사키현           | 나가사키 방송（NBC）     | TBS계열         | 일요일 21:00 - 21:54 | 동시 편성              |
| 구마모토현           | 구마모토 방송（RKK）     | TBS계열         | 일요일 21:00 - 21:54 | 동시 편성              |
| 오이타현             | 오이타 방송（OBS）       | TBS계열         | 일요일 21:00 - 21:54 | 동시 편성              |
| 미야자키현           | 미야자키 방송（mrt）     | TBS계열         | 일요일 21:00 - 21:54 | 동시 편성              |
| 가고시마현           | 미나미니혼 방송（MBC）   | TBS계열         | 일요일 21:00 - 21:54 | 동시 편성              |
| 오키나와현           | 류큐 방송（RBC）         | TBS계열         | 일요일 21:00 - 21:54 | 동시 편성              |
| 아키타현             | 아키타 방송（ABS）       | NTV계열         | 일요일 12:00 - 12:55 | 지연 편성 （1주 지연） |
| 후쿠이현             | 후쿠이 방송（FBC）       | NTV계열 ABC계열 | 일요일 16:00 - 16:55 | 지연 편성 （1주 지연） |
| 도쿠시마현           | 시코쿠 방송（JRT）       | NTV계열         | 일요일 16:00 - 16:55 | 지연 편성 （1주 지연） |

## 같이 보기
- 닛폰 TV 방송망 수요일 밤 10시 드라마
- 후지 TV 목요극장
- TBS 금요드라마
- 닛폰 TV 토요드라마
- 후지 TV 월요일 밤 9시 드라마

## 참고 사항
1. ↑  2009년 4월 1일, 도쿄 방송 홀딩스에서 분사.
2. ↑  2014년 4월 1일, 영상 부문을 CBC 텔레비전으로 분사.
3. ↑  2011년 7월 24일, 영상 부문을 MBS 텔레비전으로 완전 이관.
4. ↑  2019년 4월 1일, RSK Holdings와 영상 부문인 RSK 텔레비전으로 분할.
5. ↑  1960년대 후반 일요일 오후 3시대에서 시작하여, 2012년 3월까지 일요일 16시 정각 - 16시 55분 사이에 방송하고 있었지만, 동년 4 월의 「ATARU」에서 현재의 시간에서 방송하고 있다.
6. ↑  매년 10월 시기에 해당 방송국을 포함한 일본 TV 계열에서 방송되는 '전일본 대학 여자 역전'이 방송주 일요일 14:40부터 방송된다.
7. ↑  한때 일요일 정오 주위에 방송 한 후 나중에 수요일 16:00 - 16:54 시간 변경하여 방송하고 있었지만, 2007년 3월부터 2009년 3월까지 일시 중단했다. 이후 「JIN- 仁 -」에서 5년 반 만에 일요일 16:00에서 지연 편성이 부활했다.